# Новая Народная партия Кореи
Новая Народная партия Кореи (кор. 조선신민당, Синминдан) — марксистско-ленинская партия в Корее, существовавшая в 1946 году.

## История
Основу партии составили корейские коммунисты, вернувшиеся из Китая и не подчинявшиеся северно-корейскому Оргбюро Коммунистической партии Кореи во главе с Ким Ён Бомом. На базе созданной в Яньане «Северокитайской Лиги независимости Кореи» 16 февраля 1946 года была образована Новая Народная партия Кореи, марксистская по своей идеологии, но более умеренная во многих вопросах по сравнению с ККП. Возглавил Новую Народную партию Ким Ду Бон.
22 июля 1946 года Новая народная партия вместе с Корейской компартией, Демократической партией Кореи и партией Чхондогё вошла в состав Единого демократического отечественного фронта.
29 июля 1946 года в результате объединения Новой Народной партии и Компартии была создана Трудовая Партия Кореи (ТПК). 28-30 августа 1946 года в Пхеньяне прошел первый съезд объединённой партии, которая получила название Трудовая партия Северной Кореи (ТПСК). В момент создания партия насчитывала около 170 тысяч членов (134 тысячи из в Компартии и 35 тысяч – из Новой Народной Партии). На съезде состоялись выборы ЦК и руководящих органов новой партии. Первым председателем ЦК ТПСК стал бывший лидер Новой Народной партии Ким Ду Бон. Многие бывшие члены «яньанской фракции» и ННПК были впоследствии репрессированы в КНДР.